# Undulambia dendalis
Undulambia dendalis is een vlinder uit de familie van de grasmotten (Crambidae). De wetenschappelijke naam van de soort is voor het eerst gepubliceerd in 1896 door Herbert Druce.
De soort werd ontdekt in Guatemala.